# Rommersheim
Rommersheim település Németországban, Rajna-vidék-Pfalz tartományban. Lakosainak száma 672 fő (2023. december 31.).

## Népesség
A település népességének változása:
| Lakosok száma | 557  | 655  | 647  | 665  | 662  | 672  |
|               | 1975 | 2017 | 2019 | 2021 | 2022 | 2023 |